# Otto Heinrich Ludwig zu Solms
Otto Heinrich Ludwig Graf zu Solms-Sonnewalde (* Februar 1740 in Schköna; † 3. März 1814 ebenda) war ein kurfürstlich-sächsischer und ab 1806 königlich-sächsischer Geheimer Rat und Rittergutsbesitzer sowie Standesherr der Herrschaft Sonnewalde.

## Leben
Er stammte aus dem Adelsgeschlecht der Grafen zu Solms, speziell aus dem 1537 von Philipp Graf zu Solms begründeten sächsischen Ast der Linie Solms-Lich, und war der Sohn von Adolph Ludwig Graf zu Solms. Wie viele Mitglieder seine Familie schlug auch er eine Verwaltungslaufbahn am Dresdener Hof ein, wo er zunächst Kammerjunker wurde. Im Jahre 1805 war er bereits zum Geheimen Rat ernannt worden.
Adolph Ludwig Graf zu Solms erbte nach dem Tod des Vaters 1760 dessen beide Rittergüter Rösa und Schköna im Kurfürstentum Sachsen. Später erhielt er durch Erbschaft von seinem Onkel Friedrich Eberhard Graf zu Solms nach dem Aussterben dieser Seitenlinie des Hauses Solms die Herrschaft Sonnewalde.

## Familie
Verheiratet war Otto Heinrich Graf zu Solms-Sonnewalde mit Louisa Wilhelmina Friedericka geborene von Bähr, eine natürliche Tochter des Fürsten Viktor II. Friedrich von Anhalt-Bernburg.
- Die Tochter Albertina Elisabeth Gräfin zu Solms war im Jahr 1814 bereits volljährig. Deren Ehemann Johann Leopold Neumann wurde von seiner Schwiegermutter adoptiert und 1829 als „von Baehr“ in den preußischen Adelsstand erhoben.[3]

- Die 1771 geborene Tochter Augusta Christina Gräfin zu Solms starb bereits vor Vollendung des ersten Lebensjahres am 21. März 1772.[4]